# Proceroplatus rabelloi
Proceroplatus rabelloi är en tvåvingeart som beskrevs av Lane 1956. Proceroplatus rabelloi ingår i släktet Proceroplatus och familjen platthornsmyggor. Inga underarter finns listade i Catalogue of Life.